# سیلیندروسپرموپسین
سیلیندروسپرموپسین (به انگلیسی: Cylindrospermopsin) با فرمول شیمیایی C۱۵H۲۱ N۵O۷S یک ترکیب شیمیایی است. که جرم مولی آن ۴۱۵٫۴۳ g/mol می‌باشد. شکل ظاهری این ترکیب، جامد سفید است.